# Ingrid de Ycaza
Ingrid De Ycaza (Ciudad de Panamá, 12 de febrero de 1980) es una cantautora, presentadora de televisión y actriz panameña. Se ha destacado por temas como “Todo me recuerda a ti”, “Dime si me quieres” (a dueto con Manuel Araúz), “Sueña”, "Todavía No", entre otros y por su participación como presentadora en el extinto programa de farándula panameña Suelta el Wichi.

## Primeros años
Ingrid de Ycaza nació el 12 de febrero de 1980 en la Ciudad de Panamá, Panamá. Desde pequeña, descubrió su gran  por el canto, lo que la impulsó fue su gran influencia.

## Carrera

### Como cantante
De Ycaza tuvo una época dorada, en la que grabó diversos temas musicales como: “Todo me recuerda a ti”, “Dime si me quieres”, el gran éxito “Sueña”, “Solo”, “Juntos” (con Dindi), “Volverte a ver” (con Myla Vox), “Navidad es” (su propia versión) y su último éxito, “Bienvenido a mi vida”.
Tras quedar embarazada de su primera hija, de Ycaza se alejó de la música y se casó con su pareja Jorge Fernández. De Ycaza radicó por mucho tiempo en Nicaragua, y en su regreso a Panamá, reveló que seguía produciendo música desde Nicaragua.
El 12 de febrero de 2020, Ingrid lanza el tema "Todavía No", una canción compuesta, por Noel Schajris junto a Ximena Muñoz, que estrenará en las radioemisoras del país el 12 de febrero a las 7:30am Schajris tuvo la oportunidad de conocer y escuchar a Ingrid por primera vez en 2012, siendo jurado invitado a la semifinal de “Cantando por un Sueño” en su versión para Panamá; Ingrid era asesora de uno de los tríos sentenciados en el concurso y esa noche defendía a su equipo en un inolvidable duelo de voces en el que, sin lugar a dudas, dejó sorprendidos tanto al público como a Noel que, impresionado por su rango vocal y su innegable dominio escénico, le prometió una canción de su autoría para emprender su carrera artística.
“Todavía no” fue producida en Panamá por Luis Enrique Becerra, reconocido ampliamente en el ámbito musical por su exitosa carrera con grandes exponentes de la música, entre ellos el cantautor panameño Rubén Blades, con quien resultó ganador de 2.
Latin Grammy 2017 en las categorías Mejor Álbum del Año y Mejor Álbum de Salsa por su participación en el disco Salsa Big Band y estuvo nominado al Latin Grammy 2019 en la categoría Álbum del Año por su trabajo como productor del disco Paraíso Road Gang.

### Como presentadora de televisión
Una gran oportunidad para De Ycaza, llega en 2014, cuando el reconocido presentador de televisión, Franklyn Robinson, le ofrece ser una de las presentadoras de su nuevo programa, titulado “Chollywood”, donde también trabajaron Amanda Díaz e Iris de Arco. El programa se transmitió por unos meses por la cadena NexTV.
Tras un fuerte pleito entre De Ycaza y una de sus compañeras, Iris de Arco, esta última renuncia al programa, y en su reemplazo entró la reportera y también presentadora, Jackeline "Jacky" Guzmán.
Luego de esta situación, Franklyn e Ingrid tuvieron un fuerte problema legal con la cadena NexTV. Ambos decidieron renunciar al canal, intentar pelear por el nombre "Chollywood", creado por Robinson, pero los ejecutivos de NexTV le negaron el permiso de derecho de autor.
En la preventa del canal TVN del año 2015, se anuncia que Franklyn, Ingrid, Jacky Guzmán y ahora como nueva integrante Mónica Díaz (suplantada posteriormente por Kathy Phillips), fueron contratados por esta televisora para tener su propio programa de televisión que inició transmisiones en TVMax, bajo el nombre de “Suelta el wichi”.
El programa transmitía emisiones regulares de lunes a viernes a las 9:00 p. m., y todos los sábados transmitían un programa especial llamado “Suelta el wichi VIP”, donde se hablan de los chismes más destacados de la farándula a lo largo de la semana y se incluyen segmentos para el entretenimiento del público.
El éxito del programa, le ha permitido participar en varios programas, incluyendo Tu cara me suena 3º Temporada, donde ocupó el segundo lugar. En 2017, será una de las jueces en el nuevo programa infantil de canto de TVN, Oye mi canto.
En el 2018 se cancela el programa y por consiguiente se da el despido de De Ycaza. Actualmente sigue trabajando en la televisión y en varios proyectos musicales.